# Тірес
Тірес (італ. Tires) — муніципалітет в Італії, у регіоні Трентіно-Альто-Адідже,  провінція Больцано.
Тірес розташований на відстані близько 520 км на північ від Рима, 55 км на північний схід від Тренто, 15 км на схід від Больцано.
Населення — 968 осіб (2014).
Щорічний фестиваль відбувається 23 квітня. Покровитель — святий Юрій.

## Демографія
Населення за роками:

Станом на 1 січня 2023 року в муніципалітеті офіційно проживало 57 іноземців з 14 країн, серед них 21 громадянин країн Євросоюзу та 2 громадяни України.

## Сусідні муніципалітети
- Кампітелло-ді-Фасса
- Кастельротто
- Корнедо-алл'Ізарко
- Фіє-алло-Шиліар
- Маццин
- Нова-Леванте
- Поцца-ді-Фасса